# 台北公案
台北公案（Taipei Cases）來自台灣台北的搖滾樂團。現任團員有Funck（主唱）、陳翰（鼓手）、呂呂仁（貝斯手）、爵士皮（吉他手）。
自2012年初成軍至今，以直接犀利的詞曲架構，探討都市人所面對的各項生活議題。曾獲「StreetVoice街聲2013年度達人評選最佳歌曲」、「2014貢寮國際海洋音樂祭-海洋之星大獎」、「Street Voice 2014年度十大新團」。

## 經歷

### 2012
- 1月  台北公案成軍。團員包括：主唱-Funck、貝斯手-江力平、鼓手-江力軍、吉他手-楊子毅。
- 4月  貝斯手-江力平、鼓手-江力軍、吉他手-楊子毅，三人離團。
- 7月  吉他手-徐老，加入台北公案。
- 11月  台北公案以二人編制，首次舉辦客廳演唱會。

### 2013
- 5月  單曲「唱掉爸媽的核子彈」發表。
- 6月  參加於自由廣場舉辦的「不要核四．五六運動」演出。

### 2014
- 1月　StreetVoice街聲2013年度回顧達人評選－年度最佳歌曲「我要跟我愛人打啵兒 （页面存档备份，存于）」、「農家樂 （页面存档备份，存于）」

- 1月  貝斯手-Nelson Wu、鼓手-陳翰 二人加入。台北公案第二次集成四人編制。

- 3月　台北公案四人編制於立法院前首次演出

- 4月　春天吶喊演出

- 4月　獲選2014 The Next Big Thing 大團誕生

- 7月　獲得2014貢寮國際海洋音樂祭-海洋之星大獎

- 12月　獲選Street Voice 2014年度十大新團

### 2015
- 4月　春天吶喊演出。

### 2016
- 3月  首支MV「愛情末班車」發表。
- 4月　春天吶喊演出。
- 5月  吉他手-徐老、貝斯手-Nelson Wu 二人離團。
- 6月  貝斯手-呂呂仁、吉他手-爵士皮 二人加入。台北公案第三次集成四人編制。

### 2017
- 1月  單曲「子魚」發表。
- 7月  單曲短版「郊遊」、「親愛的業務嘴」、「天津之戀」、「滑手機是對的」發表。
- 11月  Revolver演出 /w 五五身。

### 2018
- 2月  女巫店演出 /w 謝謝你得肺癌。
- 2月  鼓手-陳翰離團。

## 作品
- Panda （页面存档备份，存于）

- 朋友Bang Bang Bang不見 （页面存档备份，存于）

- 我不夠G8 （页面存档备份，存于）

- 滑手機是對的 （页面存档备份，存于）

- 郊遊 （页面存档备份，存于）

- 留張燒餅給自己

- 愛情末班車 （页面存档备份，存于）

- 香菇 （页面存档备份，存于）

- 維士比是合法的毒品（feat. Fish Lin） （页面存档备份，存于）

- 維士比是合法的毒品 （页面存档备份，存于）

- 農家樂 （页面存档备份，存于）

- 城裡人 （页面存档备份，存于）

- 我要跟我愛人打啵兒 （页面存档备份，存于）

- 情歌海南雞 （页面存档备份，存于）

- 出草 （页面存档备份，存于）

- 唱掉爸媽的核子彈

## 獎項
- StreetVoice街聲2013年度回顧達人評選－年度最佳歌曲「我要跟我愛人打啵兒 （页面存档备份，存于）」、「農家樂 （页面存档备份，存于）」

- 獲得2014貢寮國際海洋音樂祭-海洋之星大獎

- Street Voice 2014年度十大新團

## 外部連結
台北公案官方網站（页面存档备份，存于）
台北公案粉絲團（页面存档备份，存于）